# Jarče Polje
Jarče Polje je naselje u Republici Hrvatskoj, u sastavu Općine Netretić, Karlovačka županija. 

## Stanovništvo
Prema popisu stanovništva iz 2001. godine, naselje je imalo 165 stanovnika te 66 obiteljskih kućanstava.
| broj stanovnika | 307   | 316   | 336   | 296   | 293   | 279   | 280   | 308   | 375   | 386   | 336   | 258   | 255   | 270   | 165   | 127   | 119   |
|                 | 1857. | 1869. | 1880. | 1890. | 1900. | 1910. | 1921. | 1931. | 1948. | 1953. | 1961. | 1971. | 1981. | 1991. | 2001. | 2011. | 2021. |

## Turizam
Naselje leži na lijevoj obali rijeke Dobre koja u ljetnim mjesecima privlači mnoge Karlovčane i Dugorešane na svoje obale. U naselju se nalazi motel Dobra s prostranom terasom.